# USMC War Memorial

L'U.S. Marine Corps War Memorial (2018).

L’USMC War Memorial ou United States Marine Corps War Memorial (« mémorial du corps des Marines des États-Unis ») est un monument militaire américain situé à proximité du cimetière national d'Arlington, à Rosslyn (en) en Virginie.
Le mémorial est dédié à tous les militaires du corps des Marines (United States Marine Corps, USMC) morts pour la défense de leur nation depuis 1775.

## Description

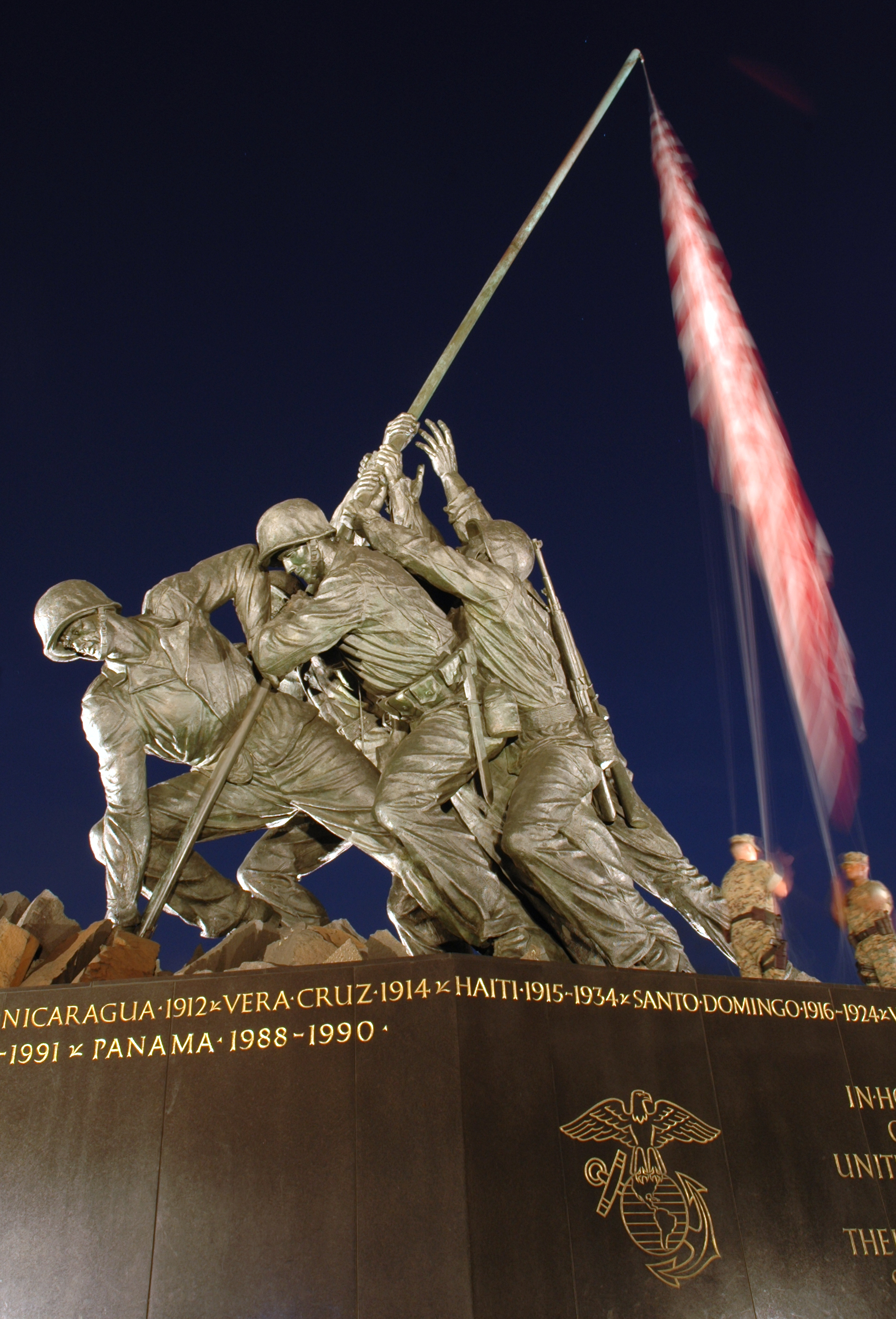
Détail du monument.

Le monument de l'USMC War Memorial s'inspire d'une photographie célèbre, Raising the Flag on Iwo Jima, du photographe de guerre Joe Rosenthal, lauréate du prix Pulitzer.
La statue de bronze du monument reproduit la scène de la pose du drapeau américain par le sergent Michael Strank, le caporal Harlon Block, la première classe Franklin Sousley, le caporal René Gagnon, la première classe Ira Hayes et l'infirmier John Bradley (ce dernier, mal identifié, a été remplacé depuis le 23 juin 2016 par la première classe Harold Schultz),, au sommet du mont Suribachi, au sud de l'île d'Iwo Jima, le 23 février 1945 durant la bataille d'Iwo Jima.
La statue servant de modèle au mémorial est l'œuvre de Felix W. de Weldon, un sculpteur américain d'origine autrichienne qui a servi dans les rangs des Marines. La statue a été réalisée, sur la base du modèle créé par Weldon, par des artisans chevronnés de la fonderie d'art Bedi-Rassy Art Foundry de Brooklyn à New York. Son assemblage, de 108 pièces différentes, et sa finition ont nécessité près de trois années de travail.[réf. souhaitée]

## Galerie

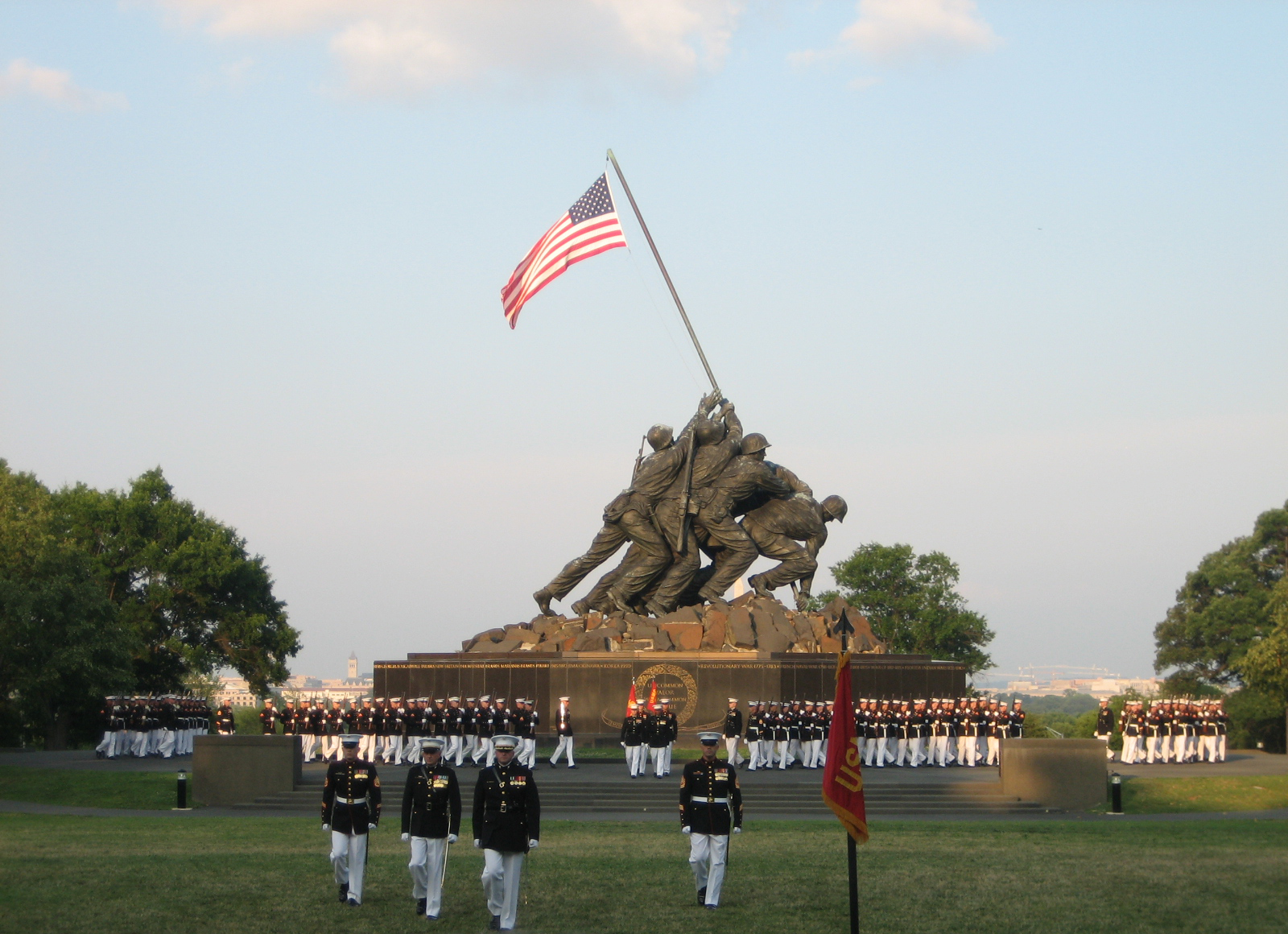
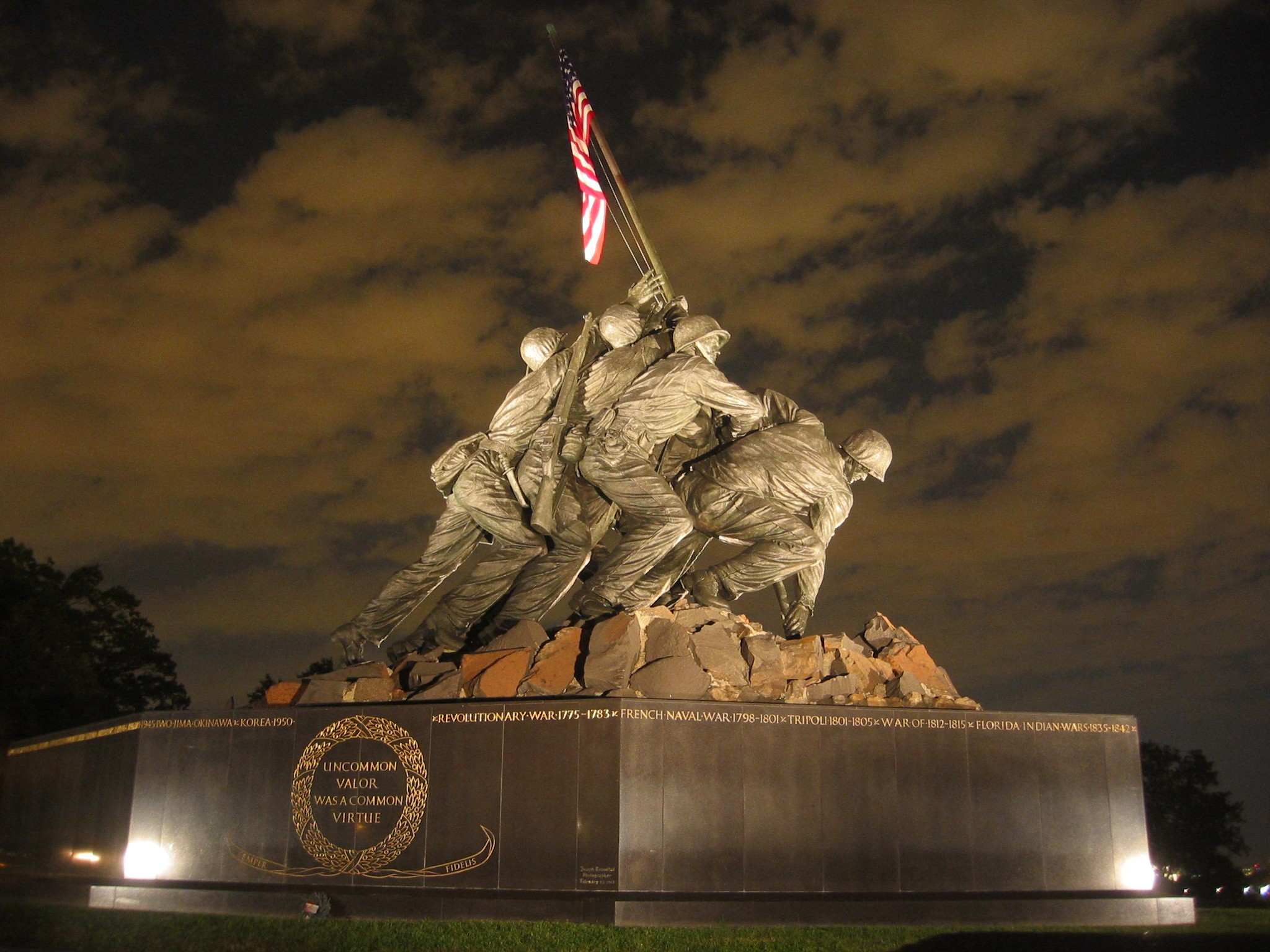
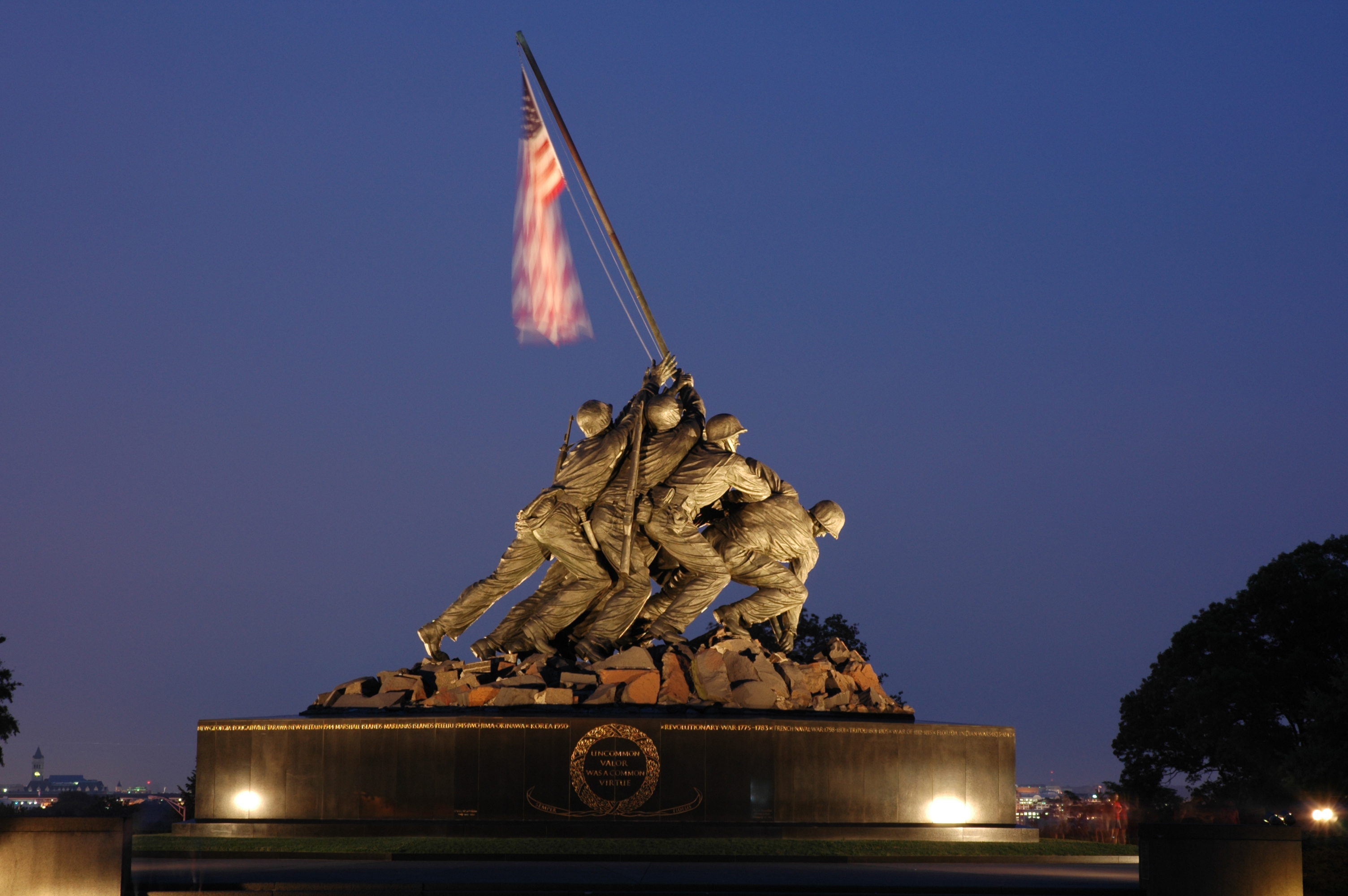
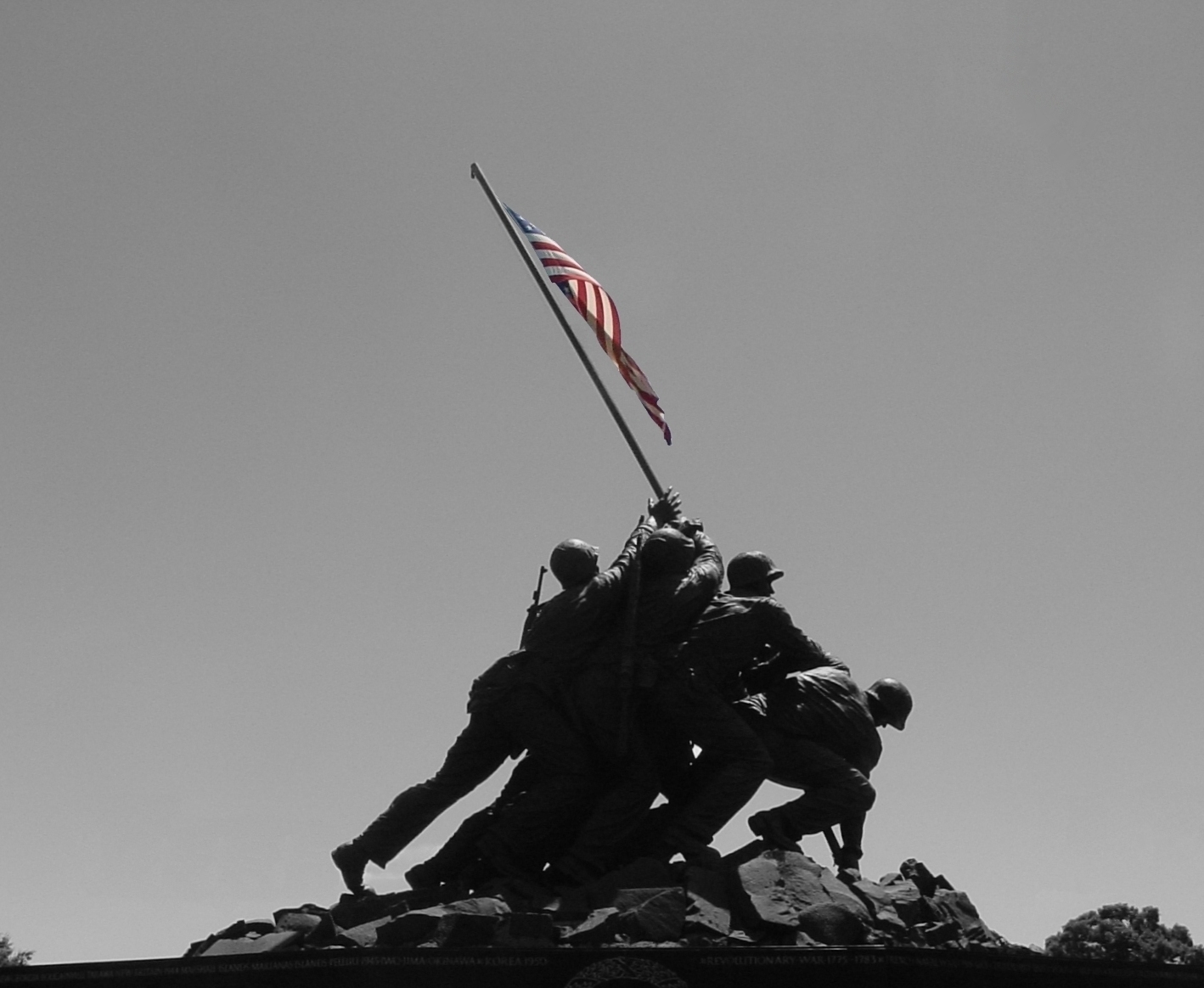